# Edmund Stirling
Edmund Stirling (Filadelfia, 13 settembre 1861 – Filadelfia, 21 novembre 1948) è stato un fotografo statunitense.

## Biografia
Stirling ha vissuto sempre a Filadelfia ed ha lavorato per 50 anni al quotidiano Public Ledger nelle vesti di giornalista, editore e scrittore.
Non abbiamo notizie sugli albori fotografici di Stirling, ma sappiamo che iniziò assieme alla moglie e che ben presto, a partire dal 1988, espose nella mostra annuale della Photographic Society of Philadelphia e che proseguì con le mostre a Boston e New York. Nel 1893 tenne conferenze sull'Autocromia e nel 1900 sulle tecniche fotografiche, contribuendo ad organizzare alcuni saloni espositivi della sua città. Di tutto ciò se ne rese conto anche Alfred Stieglitz che lodò i suoi sforzi nella rivista "Camera Notes".

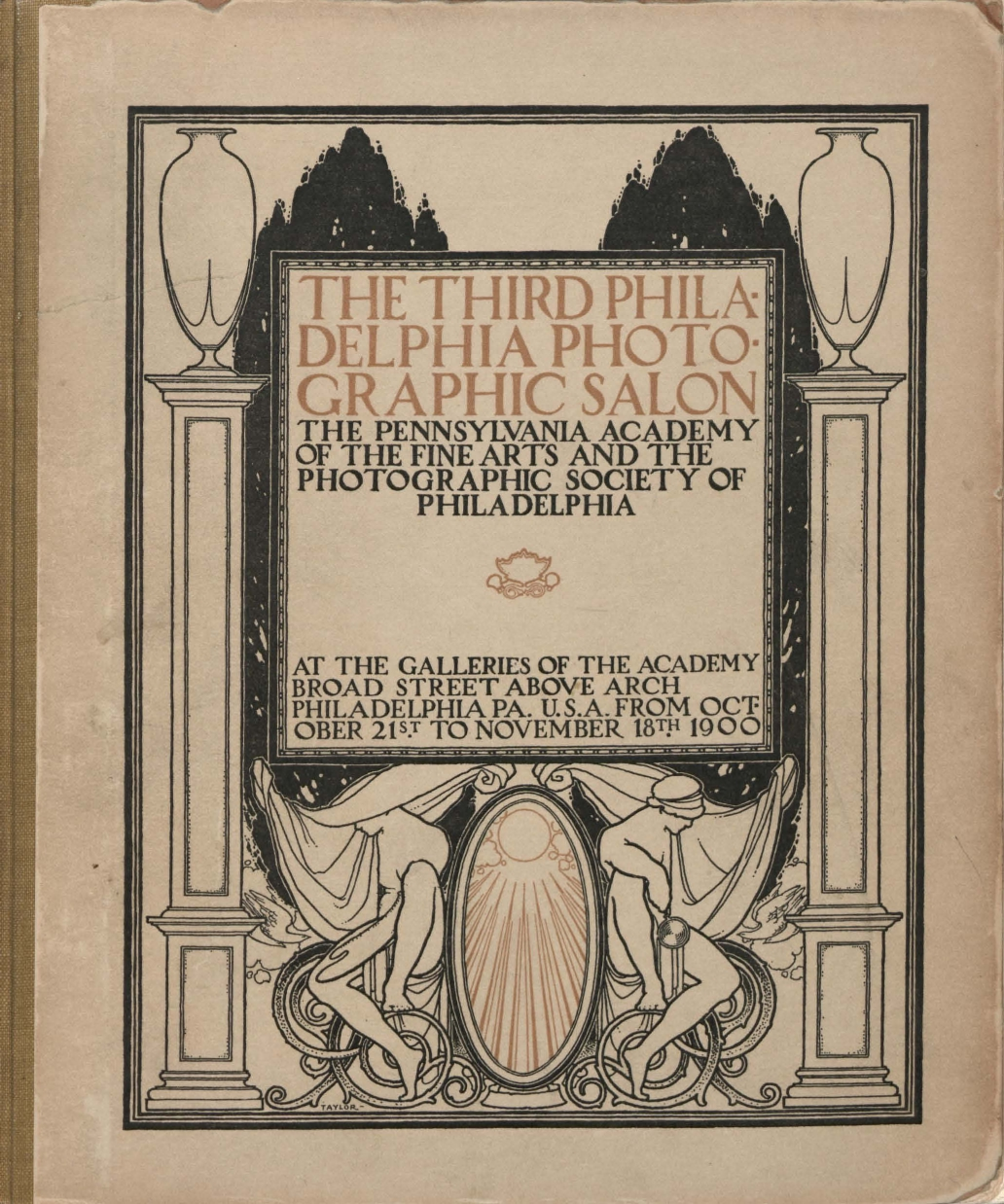
Copertina della Terza edizione dell'Esposizione annuale del salone fotografico a Filadelfia del 1900

Stirling realizzò anche diapositive per le lanterne magiche. Riferendoci generalmente alle lanterne magiche al periodo antecedente alla nascita del cinematografo, nelle quali per l'illuminazione venivano usate candele, è probabile che nel periodo di fine Ottocento, cioè tra il 1890 e 1891, in cui, oltre che a Filadelfia, egli andò a presentare il suo lavoro sulle diapositive su lastra di vetro perfino in Giappone, a Calcutta, a Bombay e a Londra, le lampade elettriche avessero già sostituito le candele, anche se imperversava ancora la cosiddetta guerra delle correnti tra Thomas Alva Edison e Nikola Tesla.
Le sue immagini e le sue diapositive apparvero anche su alcune importanti riviste quali "Camera Notes" nell'aprile del 1902, tra cui la celebre fotografia Bad News, su "Photo Beacon", "Photographic Times", "American Annual of Photography" negli anni 1901 e 1902, oltre al londinese "Photograms of the Year" nel 1899, 1900 e 1903. Sue immagini fecero parte del volume " Landscape and Figure Composition" del critico d'arte e fotografia Sadakichi Hartmann, edito nel 1910.
Nei primi anni del nuovo secolo espose in mostre prestigiose a Glasgow, Cleveland, Londra oltre che a Filadelfia, mentre Fred Holland Day incluse il suo lavoro nella presentazione della "New School of American Photography". Nel 1902 Stirling fece il suo ingresso nei due gruppi di fotografia considerati maggiormente all'avanguardia nel mondo: Linked Ring di Londra e Photo-Secession promossa da Alfred Stieglitz. Entrambi i gruppi erano interessati a promuovere la fotografia come arte.
Grazie all'adesione ai due gruppi le sue immagini apparvero in mostre che riempirono le pagine dei giornali dell'epoca: nel 1902 al National Arts Club di New York, nel 1904 al Carnegie Museum of Art di Pittsburgh e alla Corcoran Gallery of Art di Washington, nel 1906 alla Pennsylvania Academy of the Fine Arts di Filadelfia, nel 1910 alla Albright-Knox Art Gallery di Buffalo. Le fotografie di Edmund Stirling furono esposte anche a Toronto, in Canada, nel 1902 e 1905, e a Londra nel 1903 e a Bradford nel 1904.